# Grace Marguerite Hay Drummond-Hay

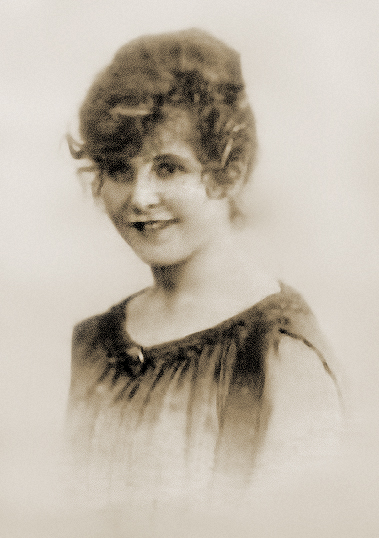
Grace Hay Drummond-Hay

Grace Marguerite, Lady Hay-Drummond-Hay (geborene Lethbridge, * 1. September 1895 in Liverpool, England als Grace Marguerite Lethbridge; † 12. Februar 1946 in Manhattan, New York City, USA) war eine britische Journalistin. 1929 umrundete sie auf der Weltfahrt von LZ 127 „Graf Zeppelin“ die Erde.

## Leben
Grace Drummond-Hay war die Tochter von Sidney Thomas Lethbridge und dessen Frau Grace Emily Wilis. Am 9. Juni 1920 heiratete sie im Alter von 24 Jahren den 50 Jahre älteren Staatsbeamten Sir Robert Hay-Drummond-Hay (1846–1926), der zuvor britischer Konsul in Essaouira und Stockholm und Generalkonsul in Tunis und Beirut gewesen war. Hay-Drummond-Hay hatte aus erster Ehe vier Kinder, die alle wesentlich älter als Grace waren. Fünf Jahre später, als Grace 30 Jahre alt war, starb ihr Mann. Sie hatten keine gemeinsamen Kinder.

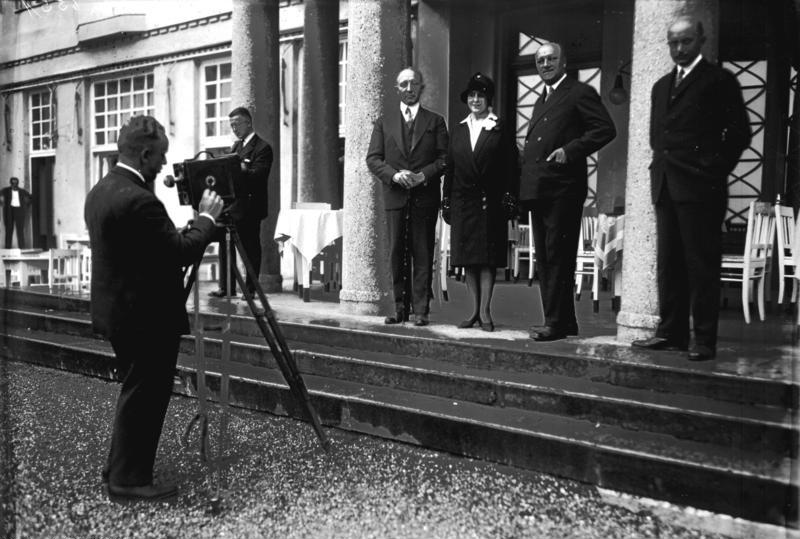
Drummond-Hay kurz vor dem Weiterflug in Friedrichshafen mit anderen Journalisten

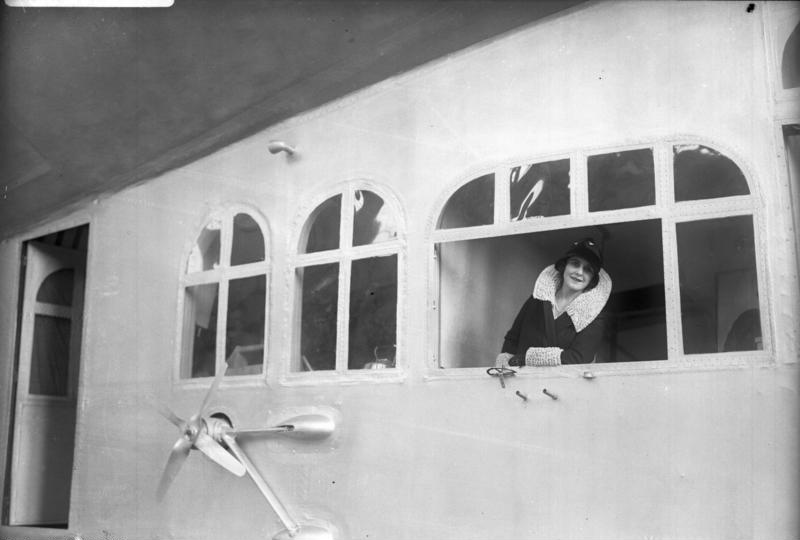
Lady Hay-Drummond-Hay an Bord der „Graf Zeppelin“

Sie begann Beiträge für die britische Zeitung The Sphere zu schreiben und arbeitete ab den späten 1920er-Jahren für die Zeitungen von William Randolph Hearst. Für seine Zeitung Chicago’s American berichtete sie 1928 über den ersten Transatlantik-Flug von LZ 127 „Graf Zeppelin“. Im folgenden Jahr war sie die einzige weibliche Reisende an Bord des Luftschiffes bei seinem Flug um die Erde. Sie wurde begleitet von ihrem Liebhaber, dem amerikanischen Journalisten Karl von Wiegand, mit dem sie lange Jahre zusammenarbeitete. Nach ihrer Rückkehr nach New York wurde sie als Star gefeiert. Die Wege von Wiegand, verheirateter Vater einer Tochter, und Drummond-Hay trennten sich nach der Reise zunächst, später arbeiteten sie jedoch wieder zusammen.
Drummond-Hay setzte ihre Karriere später als Kriegsreporterin in Abessinien, dem heutigen Äthiopien, fort und arbeitete als Auslandskorrespondentin in der Mandschurei. Im Zweiten Weltkrieg wurde sie gemeinsam mit Wiegand von den Japanern in Manila interniert. 1945 schwerkrank entlassen, starb sie ein Jahr später im Lexington Hotel in Manhattan. Wiegand überführte ihre Asche in ihre Heimat nach Großbritannien.
Zu ihrer Zeit eine bekannte und respektierte Journalistin, geriet sie nach ihrem Tod in Vergessenheit.

„Ihre erstaunliche Karriere bringt sie mit fünfundzwanzig Jahren auf den Platz eines Beraters des Ministerpräsidenten Pan-Fu. Ihre Ernennung auf diesen Posten traf das alte Regime im Juli wie ein Blitz. Als die ‚Amazone des Nordens‘ bekannt, bekleidet Fräulein Hwang den Rang eines Obersten sowohl in der chinesischen Infanterie wie im chinesischen Fliegerkorps, dessen schmucke Uniform sie mit einer durchaus nicht weibischen, eleganten Forschheit trägt. Fräulein Hwang ist die weitaus vielseitigste und ungewöhnlichste junge Frau in Nordchina. Sie ändert ihre Persönlichkeit mit ihrem Kostüm und erscheint in den zwölf Stunden des Tages als Wildfang par excellence, als flotter Offizier, als Politikerin, als junges Mädchen der Gesellschaft und als vollendete Weltdame. Am Morgen sieht man sie in korrektem Männeranzug reiten, fechten oder Tennis spielen, bis sie sich pünktlich um 8 Uhr in ihr Bureau begibt, am Volant ihres eigenen Autos, mit einem Chauffeursoldaten hinter sich.“